# Аџа
Аџа је народ Јужног Судана који живи у региону Бахр ел Газал, у долини реке Сопо. То је мала етничка заједница која је подељена у две веће групе и на племена која имају своје поглавице. Баве се пољопривредом и гаје козе. Практикују традиционална афричка вероавања и говоре аџа језиком. Сродни су народу Банда.